# Mesamia montana
Mesamia montana är en insektsart som beskrevs av Delong och Hershberger 1947. Mesamia montana ingår i släktet Mesamia och familjen dvärgstritar. Inga underarter finns listade i Catalogue of Life.